# Cesare Pedrazzi
Cesare Pedrazzi (Milano, 1927 – Milano, 2005) è stato un giurista italiano esperto di diritto penale.
Dopo la laurea in Giurisprudenza all'Università Cattolica del Sacro Cuore, a Milano, intraprese la professione nello studio di Giacomo Delitala, professore di Diritto penale.
Su invito dello stesso Delitala, intraprese la carriera accademica, diventando assistente universitario presso l'Università degli Studi di Urbino, per ricoprire poi la cattedra di Diritto penale nelle Università degli Studi di Trieste, Pavia (dove fu anche preside di facoltà) e di Milano, passando poi all'Università Bocconi.
Tra i suoi allievi si annoverano Alberto Alessandri, Emilio Dolcini e Francesco Mucciarelli.